# El relat de Morgan
El relat de Morgan (Morgan's Run, 2000) és una novel·la escrita per l'escriptora i neurofisiòloga australiana Colleen McCullough.
El personatge central és Richard Morgan, un artesà discret, seriós i treballador, fill d'un taberner de Bristol. Per culpa d'una condemna injusta, fruit del pèssim sistema judicial anglès del segle xviii, Morgan és lliurat com a convicte a la Primera Flota, que es va fer a la mar el maig de 1787 amb un carregament de reclusos (582 homes i 193 dones), per dur a terme un experiment de ciència penal, amb rumb a l'Illa Norfolk, a l'oceà Pacífic d'Austràlia.
Richard Morgan destaca de la resta de reclusos no solament per la seva força i determinació, sinó també per la seva intel·ligència i la voluntat d'ajudar els altres en les condicions més terribles i inhumanes.
La història està basada en fets reals, recollits del testimoni de centenars de persones encara vives, entre elles descendents directes de Richard Morgan.